# 3. Liga 2022-23
La temporada 2022-23 de la 3. Liga correspondió a la 15.ª edición de la Tercera División de Alemania. La fase regular comenzó a disputarse el 22 de julio de 2022 y terminó el 27 de mayo de 2023.

## Sistema de competición
Participaron en la 3. Liga 20 clubes que, siguiendo un calendario establecido por sorteo, se enfrentaron entre sí en dos partidos, uno en terreno propio y otro en campo contrario. El ganador de cada partido obtuvo tres puntos, el empate otorgó un punto y la derrota, cero puntos.
El torneo se disputó entre los meses de julio de 2022 y mayo de 2023. Al término de la temporada, los dos primeros clasificados ascendieron a la 2. Bundesliga, y el tercer clasificado disputó su ascenso con el antepenúltimo clasificado de la 2. Bundesliga. Los cuatro últimos descendieron a la Regionalliga.

## Relevo anual de clubes
| Pos   | Descendidos de la 2. Bundesliga |
| ----- | ------------------------------- |
| Prom. | Dinamo Dresde                   |
| 17.°  | Erzgebirge Aue                  |
| 18.°  | Ingolstadt 04                   |

| Pos   | Ascendidos de la 3. Liga |
| ----- | ------------------------ |
| 1.°   | Magdeburgo               |
| 2.°   | Eintracht Brunswick      |
| Prom. | Kaiserslautern           |

| Pos  | Descendidos de la 3. Liga |
| ---- | ------------------------- |
| 17.° | Viktoria Berlín           |
| 18.° | Würzburger Kickers        |
| 19.° | Havelse                   |
| 20.° | Türkgücü Múnich           |

| Pos     | Ascendidos de la Regionalliga |
| ------- | ----------------------------- |
| Südwest | Elversberg                    |
| Bayern  | Bayreuth                      |
| West    | Rot-Weiss Essen               |
| Prom.   | Oldemburgo                    |

## Clubes participantes
| Club                 | Ciudad              | Estadio                                     | Aforo         |
| -------------------- | ------------------- | ------------------------------------------- | ------------- |
| FC Erzgebirge Aue    | Aue-Bad Schlema     | Sparkassen-Erzgebirgsstadion                | 16 000        |
| SpVgg Bayreuth       | Bayreuth Erfurt     | Hans-Walter-Wild-Stadion Steigerwaldstadion | 21 500 18 600 |
| Borussia Dortmund II | Dortmund            | Stadion Rote Erde                           | 10 000        |
| Dinamo Dresde        | Dresde              | Rudolf-Harbig-Stadion                       | 32 066        |
| MSV Duisburgo        | Duisburgo           | Schauinsland-Reisen-Arena                   | 31 514        |
| Elversberg           | Spiesen-Elversberg  | Waldstadion Kaiserlinde                     | 10 000        |
| Rot-Weiss Essen      | Essen               | Stadion Essen                               | 20 000        |
| Friburgo II          | Friburgo            | Dreisamstadion                              | 24 000        |
| Hallescher FC        | Halle               | Leuna Chemie Stadion                        | 15 057        |
| FC Ingolstadt 04     | Ingolstadt          | Audi Sportpark                              | 15 445        |
| SV Meppen            | Meppen              | Hänsch-Arena                                | 16 500        |
| TSV 1860 Múnich      | Múnich              | Grünwalder Stadion                          | 15 000        |
| VfB Oldemburgo       | Oldemburgo Hannover | Marschweg-Stadion HDI-Arena                 | 15 200 49 200 |
| VfL Osnabrück        | Osnabrück           | Stadion an der Bremer Brücke                | 16 667        |
| FC Saarbrücken       | Saarbrücken         | Ludwigsparkstadion                          | 16 003        |
| SC Verl              | Verl                | Benteler-Arena                              | 15 000        |
| Viktoria Colonia     | Colonia             | Sportpark Höhenberg                         | 10 001        |
| Waldhof Mannheim     | Mannheim            | Carl-Benz-Stadion                           | 25 667        |
| SV Wehen Wiesbaden   | Wiesbaden           | BRITA-Arena                                 | 12 250        |
| FSV Zwickau          | Zwickau             | GGZ-Arena                                   | 10 134        |

1. ↑  El SpVgg Bayreuth jugó inicialmente sus partidos nocturnos en casa en el Steigerwaldstadion ya que su estadio local, el Hans-Walter-Wild-Stadion, no contaba con iluminación artificial.[3]
2. ↑  El VfB Oldemburgo jugó inicialmente sus partidos de casa en horario nocturno y en el invierno en el HDI-Arena ya que su estadio local, el Marschweg-Stadion, no contaba con iluminación artificial y un campo con calefacción, además estuvo sujeto a las ordenanzas de regulación de ruido para los partidos después de las 18:30.[3]
3. ↑  SC Verl usualmente hace de local en el Sportclub Arena en la ciudad de Verl, pero el estadio no cumplió con los requisitos establecidos por la 3. Liga; por lo tanto, el SC Verl jugó sus partidos en casa en el Benteler-Arena de Paderborn.[3]

### Equipos por estados federados
| Región                      | N.º | Equipos                                                                   |
| --------------------------- | --- | ------------------------------------------------------------------------- |
| Renania del Norte-Westfalia | 5   | Borussia Dortmund II, Duisburgo, Viktoria Colonia, Rot-Weiss Essen y Verl |
| Baviera                     | 3   | 1860 Múnich, Ingolstadt 04 y Bayreuth                                     |
| Sajonia                     | 3   | Dinamo Dresde, Erzgebirge Aue y Zwickau                                   |
| Baja Sajonia                | 3   | Oldemburgo, Osnabrück y Meppen                                            |
| Baden-Württemberg           | 2   | Friburgo II y Waldhof Mannheim                                            |
| Sarre                       | 2   | Elversberg y Saarbrücken                                                  |
| Sajonia-Anhalt              | 1   | Hallescher                                                                |
| Hesse                       | 1   | Wehen Wiesbaden                                                           |

## Clasificación
| Pos. | Equipo                 | Pts. | PJ | G  | E  | P  | GF | GC | Dif. | Clasificación 2023-24                |
| ---- | ---------------------- | ---- | -- | -- | -- | -- | -- | -- | ---- | ------------------------------------ |
| 1    | Elversberg (C, A)      | 74   | 38 | 22 | 8  | 8  | 80 | 40 | +40  | Ascenso a 2. Bundesliga              |
| 2    | Friburgo II            | 73   | 38 | 21 | 10 | 7  | 54 | 34 | +20  |                                      |
| 3    | Osnabrück (A)          | 70   | 38 | 21 | 7  | 10 | 70 | 49 | +21  | Ascenso a 2. Bundesliga              |
| 4    | Wehen Wiesbaden (O, A) | 70   | 38 | 21 | 7  | 10 | 71 | 51 | +20  | Promoción de ascenso a 2. Bundesliga |
| 5    | Saarbrücken            | 69   | 38 | 20 | 9  | 9  | 64 | 39 | +25  |                                      |
| 6    | Dinamo Dresde          | 69   | 38 | 20 | 9  | 9  | 65 | 44 | +21  |                                      |
| 7    | Waldhof Mannheim       | 60   | 38 | 19 | 3  | 16 | 63 | 65 | −2   |                                      |
| 8    | 1860 Múnich            | 57   | 38 | 16 | 9  | 13 | 61 | 52 | +9   |                                      |
| 9    | Viktoria Colonia       | 55   | 38 | 14 | 13 | 11 | 58 | 53 | +5   |                                      |
| 10   | Verl                   | 49   | 38 | 13 | 10 | 15 | 60 | 58 | +2   |                                      |
| 11   | Ingolstadt 04          | 47   | 38 | 14 | 5  | 19 | 54 | 56 | −2   |                                      |
| 12   | Duisburgo              | 46   | 38 | 11 | 13 | 14 | 54 | 58 | −4   |                                      |
| 13   | Borussia Dortmund II   | 45   | 38 | 13 | 6  | 19 | 47 | 49 | −2   |                                      |
| 14   | Erzgebirge Aue         | 45   | 38 | 12 | 9  | 17 | 49 | 62 | −13  |                                      |
| 15   | Rot-Weiss Essen        | 42   | 38 | 9  | 15 | 14 | 43 | 56 | −13  |                                      |
| 16   | Hallescher             | 41   | 38 | 10 | 11 | 17 | 49 | 60 | −11  |                                      |
| 17   | Meppen (D)             | 37   | 38 | 8  | 13 | 17 | 43 | 65 | −22  | Descenso a Regionalliga              |
| 18   | Oldemburgo (D)         | 35   | 38 | 9  | 8  | 21 | 42 | 64 | −22  | Descenso a Regionalliga              |
| 19   | Zwickau (D)            | 35   | 38 | 9  | 8  | 21 | 42 | 72 | −30  | Descenso a Regionalliga              |
| 20   | Bayreuth (D)           | 32   | 38 | 9  | 5  | 24 | 39 | 81 | −42  | Descenso a Regionalliga              |

 Fuente: Soccerway
Criterios de clasificación: 1) Puntos; 2) Diferencia de goles; 3) Goles marcados
Notas:
1. 1 2  Los equipos filiales no son elegibles para el ascenso.

## Evolución de las posiciones
- Actualizado el 27 de mayo de 2023.

| Jornada / Equipo | 1  | 2  | 3  | 4  | 5  | 6  | 7  | 8  | 9  | 10 | 11 | 12 | 13 | 14 | 15 | 16 | 17 | 18 | 19 | 20 | 21 | 22 | 23 | 24 | 25 | 26 | 27 | 28 | 29 | 30 | 31 | 32 | 33 | 34 | 35 | 36 | 37 | 38 |
| Jornada / Equipo |    |    |    |    |    |    |    |    |    |    |    |    |    |    |    |    |    |    |    |    |    |    |    |    |    |    |    |    |    |    |    |    |    |    |    |    |    |    |
| ---------------- | -- | -- | -- | -- | -- | -- | -- | -- | -- | -- | -- | -- | -- | -- | -- | -- | -- | -- | -- | -- | -- | -- | -- | -- | -- | -- | -- | -- | -- | -- | -- | -- | -- | -- | -- | -- | -- | -- |
| Elversberg       | 1  | 8  | 6  | 4  | 2  | 2  | 2  | 1  | 1  | 2  | 1  | 1  | 1  | 1  | 1  | 1  | 1  | 1  | 1  | 1  | 1  | 1  | 1  | 1  | 1  | 1  | 1  | 1  | 1  | 1  | 1  | 1  | 1  | 1  | 1  | 1  | 1  | 1  |
| Friburgo II      | 10 | 6  | 5  | 9  | 6  | 3  | 3  | 4  | 3  | 4  | 7  | 6  | 5  | 3  | 3  | 2  | 5  | 4  | 4  | 4  | 3  | 3  | 2  | 2  | 2  | 2  | 2  | 2  | 2  | 2  | 3  | 3  | 3  | 2  | 2  | 2  | 2  | 2  |
| Osnabrück        | 6  | 7  | 11 | 12 | 13 | 12 | 15 | 14 | 13 | 11 | 12 | 13 | 16 | 14 | 15 | 13 | 10 | 9  | 8  | 8  | 7  | 5  | 7  | 4  | 4  | 4  | 5  | 6  | 4  | 6  | 6  | 6  | 5  | 5  | 5  | 6  | 3  | 3  |
| Wiesbaden        | 13 | 16 | 9  | 6  | 9  | 5  | 6  | 5  | 7  | 3  | 3  | 3  | 4  | 6  | 4  | 3  | 3  | 2  | 2  | 2  | 2  | 2  | 3  | 3  | 3  | 3  | 6  | 4  | 3  | 3  | 2  | 2  | 2  | 3  | 4  | 4  | 4  | 4  |
| Saarbrücken      | 7  | 2  | 3  | 3  | 4  | 4  | 4  | 3  | 4  | 5  | 8  | 7  | 6  | 5  | 5  | 4  | 2  | 3  | 3  | 3  | 4  | 4  | 4  | 5  | 7  | 7  | 7  | 5  | 6  | 5  | 5  | 4  | 6  | 6  | 6  | 5  | 5  | 5  |
| Dresde           | 14 | 9  | 7  | 11 | 11 | 10 | 7  | 6  | 5  | 6  | 4  | 5  | 7  | 8  | 7  | 9  | 9  | 11 | 9  | 9  | 8  | 6  | 6  | 7  | 6  | 6  | 4  | 3  | 5  | 4  | 4  | 5  | 4  | 4  | 3  | 3  | 6  | 6  |
| Waldhof          | 2  | 5  | 4  | 10 | 7  | 9  | 5  | 8  | 6  | 8  | 6  | 8  | 8  | 7  | 8  | 7  | 8  | 7  | 6  | 5  | 5  | 7  | 5  | 6  | 5  | 5  | 3  | 7  | 7  | 7  | 7  | 7  | 7  | 7  | 7  | 7  | 7  | 7  |
| 1860 Múnich      | 3  | 3  | 1  | 1  | 1  | 1  | 1  | 2  | 2  | 1  | 2  | 2  | 2  | 2  | 2  | 5  | 6  | 6  | 5  | 6  | 6  | 8  | 8  | 8  | 8  | 8  | 9  | 8  | 9  | 9  | 8  | 9  | 9  | 9  | 8  | 9  | 8  | 8  |
| Viktoria         | 19 | 10 | 8  | 5  | 8  | 8  | 10 | 9  | 9  | 12 | 10 | 11 | 11 | 9  | 9  | 8  | 7  | 8  | 10 | 10 | 10 | 10 | 10 | 11 | 10 | 9  | 10 | 9  | 8  | 8  | 9  | 8  | 8  | 8  | 9  | 8  | 9  | 9  |
| Verl             | 18 | 14 | 16 | 19 | 20 | 15 | 17 | 17 | 17 | 14 | 13 | 9  | 9  | 10 | 10 | 11 | 12 | 12 | 12 | 11 | 11 | 12 | 11 | 10 | 11 | 10 | 8  | 10 | 10 | 10 | 10 | 10 | 10 | 10 | 10 | 10 | 10 | 10 |
| Ingolstadt 04    | 5  | 1  | 2  | 2  | 3  | 7  | 8  | 7  | 8  | 7  | 5  | 4  | 3  | 4  | 6  | 6  | 4  | 5  | 7  | 7  | 9  | 9  | 9  | 9  | 9  | 11 | 12 | 12 | 13 | 14 | 12 | 12 | 12 | 13 | 14 | 12 | 11 | 11 |
| Duisburgo        | 17 | 13 | 10 | 8  | 5  | 6  | 9  | 10 | 12 | 10 | 11 | 12 | 12 | 11 | 12 | 10 | 11 | 10 | 11 | 12 | 12 | 11 | 12 | 12 | 12 | 12 | 13 | 13 | 11 | 12 | 13 | 14 | 13 | 12 | 11 | 11 | 12 | 12 |
| Dortmund II      | 8  | 18 | 17 | 13 | 15 | 18 | 19 | 18 | 18 | 18 | 19 | 15 | 13 | 12 | 13 | 14 | 14 | 15 | 16 | 18 | 16 | 15 | 16 | 16 | 17 | 17 | 17 | 16 | 15 | 15 | 15 | 13 | 14 | 14 | 13 | 14 | 13 | 13 |
| Aue              | 9  | 12 | 14 | 17 | 17 | 19 | 20 | 20 | 20 | 19 | 18 | 19 | 19 | 20 | 20 | 20 | 18 | 17 | 14 | 14 | 14 | 14 | 14 | 13 | 14 | 13 | 11 | 11 | 12 | 11 | 11 | 11 | 11 | 11 | 12 | 13 | 14 | 14 |
| Essen            | 20 | 17 | 18 | 20 | 19 | 20 | 16 | 16 | 15 | 16 | 14 | 14 | 10 | 13 | 11 | 12 | 13 | 13 | 13 | 13 | 13 | 13 | 13 | 14 | 13 | 14 | 14 | 14 | 14 | 13 | 14 | 15 | 15 | 15 | 15 | 15 | 16 | 15 |
| Hallescher       | 15 | 20 | 19 | 14 | 16 | 16 | 13 | 15 | 16 | 17 | 17 | 18 | 15 | 16 | 14 | 15 | 15 | 16 | 17 | 19 | 19 | 20 | 18 | 17 | 16 | 15 | 15 | 15 | 16 | 17 | 16 | 16 | 16 | 16 | 16 | 16 | 15 | 16 |
| Meppen           | 11 | 4  | 12 | 7  | 10 | 11 | 11 | 12 | 11 | 13 | 15 | 16 | 17 | 17 | 19 | 18 | 19 | 20 | 20 | 20 | 20 | 18 | 20 | 19 | 20 | 19 | 20 | 20 | 20 | 20 | 20 | 20 | 20 | 19 | 17 | 18 | 17 | 17 |
| Oldemburgo       | 12 | 15 | 15 | 18 | 14 | 14 | 12 | 11 | 10 | 9  | 9  | 10 | 14 | 15 | 16 | 16 | 16 | 14 | 15 | 15 | 15 | 16 | 17 | 18 | 19 | 20 | 18 | 17 | 18 | 18 | 19 | 18 | 17 | 17 | 18 | 17 | 18 | 18 |
| Zwickau          | 4  | 11 | 13 | 16 | 12 | 13 | 14 | 13 | 14 | 15 | 16 | 17 | 18 | 18 | 17 | 17 | 17 | 18 | 18 | 16 | 17 | 17 | 19 | 20 | 18 | 18 | 19 | 19 | 19 | 19 | 18 | 19 | 19 | 20 | 19 | 19 | 19 | 19 |
| Bayreuth         | 16 | 19 | 20 | 15 | 18 | 17 | 18 | 19 | 19 | 20 | 20 | 20 | 20 | 19 | 18 | 19 | 20 | 19 | 19 | 17 | 18 | 19 | 15 | 15 | 15 | 16 | 16 | 18 | 17 | 16 | 17 | 17 | 18 | 18 | 20 | 20 | 20 | 20 |

| 1. 2. |

## Resultados
- Los horarios corresponden al huso horario de Alemania (Hora central europea): UTC+1 en horario estándar y UTC+2 en horario de verano.

### Primera vuelta
| Jornada 1        | Jornada 1 | Jornada 1            | Jornada 1             | Jornada 1   | Jornada 1 |
| Local            | Resultado | Visitante            | Estadio               | Fecha       | Hora      |
| ---------------- | --------- | -------------------- | --------------------- | ----------- | --------- |
| Osnabrück        | 1 - 0     | Duisburgo            | Bremer Brücke         | 22 de julio | 19:00     |
| Oldemburgo       | 1 - 1     | Meppen               | Marschwegstadion      | 23 de julio | 14:00     |
| Ingolstadt 04    | 1 - 0     | Bayreuth             | Audi Sportpark        | 23 de julio | 14:00     |
| Waldhof Mannheim | 3 - 1     | Viktoria Colonia     | Carl-Benz-Stadion     | 23 de julio | 14:00     |
| Rot-Weiss Essen  | 1 - 5     | Elversberg           | Stadion Essen         | 23 de julio | 14:00     |
| Dinamo Dresde    | 3 - 4     | 1860 Múnich          | Rudolf-Harbig-Stadion | 23 de julio | 14:00     |
| Saarbrücken      | 1 - 0     | Verl                 | Ludwigsparkstadion    | 23 de julio | 14:00     |
| Friburgo II      | 1 - 1     | Erzgebirge Aue       | Dreisamstadion        | 24 de julio | 13:00     |
| Zwickau          | 3 - 2     | Hallescher           | GGZ-Arena             | 24 de julio | 14:00     |
| Wehen Wiesbaden  | 1 - 1     | Borussia Dortmund II | BRITA-Arena           | 25 de julio | 19:00     |

| Jornada 2            | Jornada 2 | Jornada 2       | Jornada 2                    | Jornada 2   | Jornada 2 |
| Local                | Resultado | Visitante       | Estadio                      | Fecha       | Hora      |
| -------------------- | --------- | --------------- | ---------------------------- | ----------- | --------- |
| Duisburgo            | 2 - 2     | Rot-Weiss Essen | Schauinsland-Reisen-Arena    | 5 de agosto | 19:00     |
| 1860 Múnich          | 1 - 0     | Oldemburgo      | Grünwalder Stadion           | 6 de agosto | 14:00     |
| Elversberg           | 0 - 2     | Saarbrücken     | URSAPHARM-Arena              | 6 de agosto | 14:00     |
| Viktoria Colonia     | 1 - 0     | Wehen Wiesbaden | Sportpark Höhenberg          | 6 de agosto | 14:00     |
| Meppen               | 3 - 0     | Zwickau         | Hänsch-Arena                 | 6 de agosto | 14:00     |
| Hallescher           | 0 - 2     | Dinamo Dresde   | Leuna Chemie Stadion         | 6 de agosto | 14:00     |
| Bayreuth             | 0 - 1     | Friburgo II     | Hans-Walter-Wild-Stadion     | 6 de agosto | 14:00     |
| Borussia Dortmund II | 0 - 4     | Ingolstadt 04   | Signal Iduna Park            | 7 de agosto | 13:00     |
| Erzgebirge Aue       | 1 - 1     | Osnabrück       | Sparkassen-Erzgebirgsstadion | 7 de agosto | 14:00     |
| Verl                 | 2 - 2     | Waldof Mannheim | Benteler-Arena               | 7 de agosto | 15:00     |

| Jornada 3        | Jornada 3 | Jornada 3            | Jornada 3             | Jornada 3    | Jornada 3 |
| Local            | Resultado | Visitante            | Estadio               | Fecha        | Hora      |
| ---------------- | --------- | -------------------- | --------------------- | ------------ | --------- |
| Oldemburgo       | 2 - 3     | Elversberg           | Marschwegstadion      | 9 de agosto  | 18:30     |
| 1860 Múnich      | 4 - 0     | Meppen               | Grünwalder Stadion    | 9 de agosto  | 19:00     |
| Rot-Weiss Essen  | 1 - 4     | Viktoria Colonia     | Stadion Essen         | 9 de agosto  | 19:00     |
| Zwickau          | 0 - 1     | Duisburgo            | GGZ-Arena             | 9 de agosto  | 19:00     |
| Friburgo II      | 2 - 0     | Hallescher           | Dreisamstadion        | 9 de agosto  | 19:00     |
| Wehen Wiesbaden  | 4 - 1     | Bayreuth             | BRITA-Arena           | 10 de agosto | 19:00     |
| Osnabrück        | 0 - 1     | Ingolstadt 04        | Bremer Brücke         | 10 de agosto | 19:00     |
| Waldhof Mannheim | 1 - 0     | Erzgebirge Aue       | Carl-Benz-Stadion     | 10 de agosto | 19:00     |
| Dinamo Dresde    | 2 - 0     | Verl                 | Rudolf-Harbig-Stadion | 10 de agosto | 19:00     |
| Saarbrücken      | 1 - 0     | Borussia Dortmund II | Ludwigsparkstadion    | 10 de agosto | 19:00     |

| Jornada 4            | Jornada 4 | Jornada 4        | Jornada 4                    | Jornada 4    | Jornada 4 |
| Local                | Resultado | Visitante        | Estadio                      | Fecha        | Hora      |
| -------------------- | --------- | ---------------- | ---------------------------- | ------------ | --------- |
| Hallescher           | 2 - 0     | Oldemburgo       | Leuna Chemie Stadion         | 12 de agosto | 19:00     |
| Ingolstadt 04        | 0 - 0     | Saarbrücken      | Audi Sportpark               | 13 de agosto | 14:00     |
| Elversberg           | 5 - 0     | Zwickau          | URSAPHARM-Arena              | 13 de agosto | 14:00     |
| Borussia Dortmund II | 1 - 0     | Rot-Weiss Essen  | Signal Iduna Park            | 13 de agosto | 14:00     |
| Viktoria Colonia     | 2 - 1     | Dinamo Dresde    | Sportpark Höhenberg          | 13 de agosto | 14:00     |
| Verl                 | 0 - 1     | 1860 Múnich      | Benteler-Arena               | 13 de agosto | 14:00     |
| Bayreuth             | 1 - 0     | Osnabrück        | Hans-Walter-Wild-Stadion     | 13 de agosto | 14:00     |
| Meppen               | 6 - 2     | Waldhof Mannheim | Hänsch-Arena                 | 14 de agosto | 13:00     |
| Erzgebirge Aue       | 1 - 5     | Wehen Wiesbaden  | Sparkassen-Erzgebirgsstadion | 14 de agosto | 14:00     |
| Duisburgo            | 3 - 1     | Friburgo II      | Schauinsland-Reisen-Arena    | 15 de agosto | 19:00     |

| Jornada 5        | Jornada 5 | Jornada 5            | Jornada 5           | Jornada 5    | Jornada 5 |
| Local            | Resultado | Visitante            | Estadio             | Fecha        | Hora      |
| ---------------- | --------- | -------------------- | ------------------- | ------------ | --------- |
| 1860 Múnich      | 3 - 1     | Hallescher           | Grünwalder Stadion  | 19 de agosto | 19:00     |
| Wehen Wiesbaden  | 1 - 1     | Osnabrück            | BRITA-Arena         | 20 de agosto | 14:00     |
| Waldohf Mannheim | 2 - 1     | Borussia Dortmund II | Carl-Benz-Stadion   | 20 de agosto | 14:00     |
| Rot-Weiss Essen  | 2 - 2     | Ingolstadt 04        | Stadion Essen       | 20 de agosto | 14:00     |
| Dinamo Dresde    | 2 - 3     | Elversberg           | Max-Morlock-Stadion | 20 de agosto | 14:00     |
| Saarbrücken      | 0 - 0     | Erzgebirge Aue       | Ludwigsparkstadion  | 20 de agosto | 14:00     |
| Friburgo II      | 1 - 0     | Viktoria Colonia     | Dreisamstadion      | 20 de agosto | 14:00     |
| Oldemburgo       | 1 - 0     | Verl                 | Marschwegstadion    | 21 de agosto | 13:00     |
| Meppen           | 0 - 3     | Duisburgo            | Hänsch-Arena        | 21 de agosto | 14:00     |
| Zwickau          | 2 - 0     | Bayreuth             | GGZ-Arena           | 22 de agosto | 19:00     |

| Jornada 6            | Jornada 6 | Jornada 6        | Jornada 6                    | Jornada 6    | Jornada 6 |
| Local                | Resultado | Visitante        | Estadio                      | Fecha        | Hora      |
| -------------------- | --------- | ---------------- | ---------------------------- | ------------ | --------- |
| Hallescher           | 1 - 1     | Meppen           | Leuna Chemie Stadion         | 26 de agosto | 19:00     |
| Osnabrück            | 2 - 2     | Saarbrücken      | Bremer Brücke                | 27 de agosto | 14:00     |
| Ingolstadt 04        | 2 - 3     | Wehen Wiesbaden  | Audi Sportpark               | 27 de agosto | 14:00     |
| Elversberg           | 1 - 0     | Waldhof Mannheim | URSAPHARM-Arena              | 27 de agosto | 14:00     |
| Viktoria Colonia     | 1 - 1     | 1860 Múnich      | Sportpark Höhenberg          | 27 de agosto | 14:00     |
| Verl                 | 3 - 0     | Zwickau          | Benteler-Arena               | 27 de agosto | 14:00     |
| Bayreuth             | 1 - 1     | Rot-Weiss Essen  | Hans-Walter-Wild-Stadion     | 27 de agosto | 14:00     |
| Borussia Dortmund II | 0 - 2     | Friburgo II      | Signal Iduna Park            | 28 de agosto | 13:00     |
| Erzgebirge Aue       | 0 - 1     | Dinamo Dresde    | Sparkassen-Erzgebirgsstadion | 28 de agosto | 14:00     |
| Duisburgo            | 1 - 1     | Oldemburgo       | Schauinsland-Reisen-Arena    | 29 de agosto | 19:00     |

| Jornada 7        | Jornada 7 | Jornada 7            | Jornada 7             | Jornada 7       | Jornada 7 |
| Local            | Resultado | Visitante            | Estadio               | Fecha           | Hora      |
| ---------------- | --------- | -------------------- | --------------------- | --------------- | --------- |
| Rot-Weiss Essen  | 2 - 1     | Erzgebirge Aue       | Stadion Essen         | 2 de septiembre | 19:00     |
| Oldemburgo       | 4 - 3     | Osnabrück            | Marschwegstadion      | 3 de septiembre | 14:00     |
| 1860 Múnich      | 4 - 1     | Duisburgo            | Grünwalder Stadion    | 3 de septiembre | 14:00     |
| Waldhof Mannheim | 2 - 1     | Bayreuth             | Carl-Benz-Stadion     | 3 de septiembre | 14:00     |
| Hallescher       | 5 - 1     | Verl                 | Leuna Chemie Stadion  | 3 de septiembre | 14:00     |
| Dinamo Dresde    | 3 - 0     | Borussia Dortmund II | Rudolf-Harbig-Stadion | 3 de septiembre | 14:00     |
| Friburgo II      | 1 - 0     | Ingolstadt 04        | Dreisamstadion        | 3 de septiembre | 14:00     |
| Meppen           | 0 - 0     | Elversberg           | Hänsch-Arena          | 4 de septiembre | 13:00     |
| Zwickau          | 0 - 0     | Viktoria Colonia     | GGZ-Arena             | 4 de septiembre | 14:00     |
| Saarbrücken      | 2 - 2     | Wehen Wiesbaden      | Ludwigsparkstadion    | 5 de septiembre | 19:00     |

| Jornada 8            | Jornada 8 | Jornada 8       | Jornada 8                    | Jornada 8        | Jornada 8 |
| Local                | Resultado | Visitante       | Estadio                      | Fecha            | Hora      |
| -------------------- | --------- | --------------- | ---------------------------- | ---------------- | --------- |
| Osnabrück            | 1 - 0     | Rot-Weiss Essen | Bremer Brücke                | 9 de septiembre  | 19:00     |
| Wehen Wiesbaden      | 3 - 1     | Friburgo II     | BRITA-Arena                  | 10 de septiembre | 14:00     |
| Ingolstadt 04        | 1 - 0     | Walhof Mannheim | Audi Sportpark               | 10 de septiembre | 14:00     |
| Elversberg           | 4 - 1     | 1860 Múnich     | URSAPHARM-Arena              | 10 de septiembre | 14:00     |
| Borussia Dortmund II | 1 - 2     | Oldemburgo      | Signal Iduna Park            | 10 de septiembre | 14:00     |
| Viktoria Colonia     | 2 - 2     | Hallescher      | Sportpark Höhenberg          | 10 de septiembre | 14:00     |
| Bayreuth             | 0 - 6     | Saarbrücken     | Hans-Walter-Wild-Stadion     | 10 de septiembre | 14:00     |
| Duisburgo            | 0 - 1     | Dinamo Dresde   | Schauinsland-Reisen-Arena    | 11 de septiembre | 13:00     |
| Erzgebirge Aue       | 0 - 1     | Zwickau         | Sparkassen-Erzgebirgsstadion | 11 de septiembre | 14:00     |
| Verl                 | 2 - 2     | Meppen          | Benteler-Arena               | 12 de septiembre | 19:00     |

| Jornada 9        | Jornada 9 | Jornada 9            | Jornada 9              | Jornada 9        | Jornada 9 |
| Local            | Resultado | Visitante            | Estadio                | Fecha            | Hora      |
| ---------------- | --------- | -------------------- | ---------------------- | ---------------- | --------- |
| 1860 Múnich      | 3 - 1     | Erzgebirge Aue       | Grünwalder Stadion     | 16 de septiembre | 19:00     |
| Oldemburgo       | 1 - 1     | Bayreuth             | Marschwegstadion       | 17 de septiembre | 14:00     |
| Waldhof Mannheim | 1 - 0     | Wehen Wiesbaden      | Carl-Benz-Stadion      | 17 de septiembre | 14:00     |
| Meppen           | 2 - 2     | Viktoria Colonia     | Hänsch-Arena           | 17 de septiembre | 14:00     |
| Hallescher       | 1 - 3     | Elversberg           | Leuna Chemie Stadion   | 17 de septiembre | 14:00     |
| Dinamo Dresde    | 1 - 1     | Ingolstadt 04        | Rudolf-Harbirg-Stadion | 17 de septiembre | 14:00     |
| Zwickau          | 1 - 2     | Borussia Dortmund II | GGZ-Arena              | 17 de septiembre | 14:00     |
| Friburgo II      | 1 - 1     | Osnabrück            | Dreisamstadion         | 18 de septiembre | 13:00     |
| Verl             | 1 - 0     | Duisburgo            | Benteler-Arena         | 18 de septiembre | 14:00     |
| Rot-Weiss Essen  | 1 - 0     | Saarbrücken          | Stadion Essen          | 19 de septiembre | 19:00     |

| Jornada 10           | Jornada 10 | Jornada 10       | Jornada 10                   | Jornada 10       | Jornada 10 |
| Local                | Resultado  | Visitante        | Estadio                      | Fecha            | Hora       |
| -------------------- | ---------- | ---------------- | ---------------------------- | ---------------- | ---------- |
| Erzgebirge Aue       | 3 - 0      | Meppen           | Sparkassen-Erzgebirgsstadion | 30 de septiembre | 19:00      |
| Osnabrück            | 5 - 0      | Waldhof Mannheim | Bremer Brücke                | 1 de octubre     | 14:00      |
| Duisburgo            | 1 - 0      | Hallescher       | Schauinsland-Reisen-Arena    | 1 de octubre     | 14:00      |
| Elversberg           | 1 - 2      | Verl             | URSAPHARM-Arena              | 1 de octubre     | 14:00      |
| Borussia Dortmund II | 1 - 1      | 1860 Múnich      | Stadion Rote Erde            | 1 de octubre     | 14:00      |
| Saarbrücken          | 2 - 2      | Friburgo II      | Ludwigsparkstadion           | 1 de octubre     | 14:00      |
| Bayreuth             | 1 - 1      | Dinamo Dresde    | Hans-Walter-Wild-Stadion     | 1 de octubre     | 14:00      |
| Viktoria Colonia     | 1 - 2      | Oldemburgo       | Sportpark Höhenberg          | 2 de octubre     | 13:00      |
| Wehen Wiesbaden      | 3 - 1      | Rot-Weiss Essen  | BRITA-Arena                  | 2 de octubre     | 14:00      |
| Ingolstadt 04        | 0 - 0      | Zwickau          | Audi Sportpark               | 3 de octubre     | 19:00      |

| Jornada 11       | Jornada 11 | Jornada 11           | Jornada 11            | Jornada 11    | Jornada 11 |
| Local            | Resultado  | Visitante            | Estadio               | Fecha         | Hora       |
| ---------------- | ---------- | -------------------- | --------------------- | ------------- | ---------- |
| Verl             | 2 - 2      | Viktoria Colonia     | Benteler-Arena        | 7 de octubre  | 19:00      |
| Oldemburgo       | 1 - 3      | Erzgebirge Aue       | Marschwegstadion      | 8 de octubre  | 14:00      |
| 1860 Múnich      | 1 - 2      | Ingolstadt 04        | Grünwalder Stadion    | 8 de octubre  | 14:00      |
| Waldhof Mannheim | 1 - 0      | Saarbrücken          | Carl-Benz-Stadion     | 8 de octubre  | 14:00      |
| Elversberg       | 3 - 0      | Duisburgo            | URSAPHARM-Arena       | 8 de octubre  | 14:00      |
| Meppen           | 0 - 1      | Bayreuth             | Hänsch-Arena          | 8 de octubre  | 14:00      |
| Zwickau          | 0 - 1      | Wehen Wiesbaden      | GGZ-Arena             | 8 de octubre  | 14:00      |
| Dinamo Dresde    | 3 - 2      | Osnabrück            | Rudolf-Harbig-Stadion | 9 de octubre  | 13:00      |
| Friburgo II      | 0 - 3      | Rot-Weiss Essen      | Dreisamstadion        | 9 de octubre  | 14:00      |
| Hallescher       | 0 - 0      | Borussia Dortmund II | Leuna Chemie Stadion  | 10 de octubre | 19:00      |

| Jornada 12           | Jornada 12 | Jornada 12       | Jornada 12                   | Jornada 12    | Jornada 12 |
| Local                | Resultado  | Visitante        | Estadio                      | Fecha         | Hora       |
| -------------------- | ---------- | ---------------- | ---------------------------- | ------------- | ---------- |
| Erzgebirge Aue       | 1 - 1      | Hallescher       | Sparkassen-Erzgebirgsstadion | 14 de octubre | 19:00      |
| Rot-Weiss Essen      | 1 - 1      | Dinamo Dresde    | Stadion Essen                | 15 de octubre | 14:00      |
| Viktoria Colonia     | 0 - 2      | Elversberg       | Sportpark Höhenberg          | 15 de octubre | 14:00      |
| Saarbrücken          | 3 - 2      | Zwickau          | Ludwigsparkstadion           | 15 de octubre | 14:00      |
| Friburgo II          | 3 - 2      | Waldhof Mannheim | Dreisamstadion               | 15 de octubre | 14:00      |
| Osnabrück            | 0 - 2      | 1860 Múnich      | Bremer Brücke                | 15 de octubre | 14:00      |
| Ingolstadt 04        | 3 - 1      | Meppen           | Audi Sportpark               | 15 de octubre | 14:00      |
| Bayreuth             | 1 - 3      | Verl             | Hans-Walter-Wild-Stadion     | 16 de octubre | 13:00      |
| Borussia Dortmund II | 2 - 0      | Duisburgo        | Stadion am Zoo               | 16 de octubre | 14:00      |
| Wehen Wiesbaden      | 3 - 1      | Oldemburgo       | BRITA-Arena                  | 17 de octubre | 19:00      |

| Jornada 13       | Jornada 13 | Jornada 13           | Jornada 13                | Jornada 13    | Jornada 13 |
| Local            | Resultado  | Visitante            | Estadio                   | Fecha         | Hora       |
| ---------------- | ---------- | -------------------- | ------------------------- | ------------- | ---------- |
| Zwickau          | 0 - 1      | Friburgo II          | GGZ-Arena                 | 21 de octubre | 19:00      |
| Duisburgo        | 1 - 1      | Viktoria Colonia     | Schauinsland-Reisen-Arena | 22 de octubre | 14:00      |
| 1860 Múnich      | 3 - 1      | Wehen Wiesbaden      | Grünwalder Stadion        | 22 de octubre | 14:00      |
| Waldhof Mannheim | 1 - 2      | Rot-Weiss Essen      | Carl-Benz-Stadion         | 22 de octubre | 14:00      |
| Elversberg       | 4 - 1      | Osnabrück            | URSAPHARM-Arena           | 22 de octubre | 14:00      |
| Meppen           | 0 - 2      | Borussia Dortmund II | Hänsch-Arena              | 22 de octubre | 14:00      |
| Dinamo Dresde    | 1 - 2      | Saarbrücken          | Rudolf-Harbig-Stadion     | 22 de octubre | 14:00      |
| Oldemburgo       | 0 - 3      | Ingolstadt 04        | Marschwegstadion          | 23 de octubre | 13:00      |
| Verl             | 3 - 2      | Erzgebirge Aue       | Benteler-Arena            | 23 de octubre | 14:00      |
| Hallescher       | 3 - 0      | Bayreuth             | Leuna Chemie Stadion      | 24 de octubre | 19:00      |

| Jornada 14           | Jornada 14 | Jornada 14       | Jornada 14                   | Jornada 14    | Jornada 14 |
| Local                | Resultado  | Visitante        | Estadio                      | Fecha         | Hora       |
| -------------------- | ---------- | ---------------- | ---------------------------- | ------------- | ---------- |
| Wehen Wiesbaden      | 1 - 3      | Duisburgo        | BRITA-Arena                  | 28 de octubre | 19:00      |
| Erzgebirge Aue       | 1 - 1      | Elversberg       | Sparkassen-Erzgebirgsstadion | 29 de octubre | 14:00      |
| Waldhof Mannheim     | 2 - 1      | Dinamo Dresde    | Carl-Benz-Stadion            | 29 de octubre | 14:00      |
| Rot-Weiss Essen      | 1 - 1      | Zwickau          | Stadion Essen                | 29 de octubre | 14:00      |
| Borussia Dortmund II | 1 - 0      | Verl             | Stadion am Zoo               | 29 de octubre | 14:00      |
| Saarbrücken          | 0 - 0      | Meppen           | Ludwigsparkstadion           | 29 de octubre | 14:00      |
| Bayreuth             | 1 - 0      | 1860 Múnich      | Hans-Walter-Wild-Stadion     | 29 de octubre | 14:00      |
| Friburgo II          | 1 - 0      | Oldemburgo       | Dreisamstadion               | 30 de octubre | 13:00      |
| Ingolstadt 04        | 1 - 3      | Viktoria Colonia | Audi Sportpark               | 30 de octubre | 14:00      |
| Osnabrück            | 3 - 2      | Hallescher       | Bremer Brücke                | 31 de octubre | 19:00      |

| Jornada 15       | Jornada 15 | Jornada 15           | Jornada 15                | Jornada 15     | Jornada 15 |
| Local            | Resultado  | Visitante            | Estadio                   | Fecha          | Hora       |
| ---------------- | ---------- | -------------------- | ------------------------- | -------------- | ---------- |
| Meppen           | 0 - 3      | Wehen Wiesbaden      | Hänsch-Arena              | 4 de noviembre | 19:00      |
| Duisburgo        | 1 - 1      | Bayreuth             | Schauinsland-Reisen-Arena | 5 de noviembre | 14:00      |
| Elversberg       | 3 - 1      | Borussia Dortmund II | URSAPHARM-Arena           | 5 de noviembre | 14:00      |
| Viktoria Colonia | 3 - 0      | Erzgebirge Aue       | Sportpark Höhenberg       | 5 de noviembre | 14:00      |
| Hallescher       | 3 - 1      | Waldhof Mannheim     | Leuna Chemie Stadion      | 5 de noviembre | 14:00      |
| Dinamo Dresde    | 1 - 1      | Friburgo II          | Rudolf-Harbig-Stadion     | 5 de noviembre | 14:00      |
| Verl             | 2 - 1      | Ingolstadt 04        | Benteler-Arena            | 5 de noviembre | 14:00      |
| Oldemburgo       | 3 - 5      | Rot-Weiss Essen      | Marschwegstadion          | 6 de noviembre | 13:00      |
| Zwickau          | 4 - 3      | Osnabrück            | GGZ-Arena                 | 6 de noviembre | 14:00      |
| 1860 Múnich      | 0 - 1      | Saarbrücken          | Grünwalder Stadion        | 6 de noviembre | 15:00      |

| Jornada 16           | Jornada 16 | Jornada 16       | Jornada 16                   | Jornada 16     | Jornada 16 |
| Local                | Resultado  | Visitante        | Estadio                      | Fecha          | Hora       |
| -------------------- | ---------- | ---------------- | ---------------------------- | -------------- | ---------- |
| Wehen Wiesbaden      | 1 - 0      | Dinamo Dresde    | BRITA-Arena                  | 8 de noviembre | 19:00      |
| Erzgebirge Aue       | 0 - 2      | Duisburgo        | Sparkassen-Erzgebirgsstadion | 8 de noviembre | 19:00      |
| Ingolstadt 04        | 1 - 0      | Hallescher       | Audi Sportpark               | 8 de noviembre | 19:00      |
| Borussia Dortmund II | 0 - 2      | Viktoria Colonia | Stadion am Zoo               | 8 de noviembre | 19:00      |
| Bayreuth             | 0 - 1      | Elversberg       | Hans-Walter-Wild-Stadion     | 8 de noviembre | 19:00      |
| Osnabrück            | 2 - 1      | Verl             | Bremer Brücke                | 9 de noviembre | 19:00      |
| Waldhof Mannheim     | 2 - 1      | Zwickau          | Carl-Benz-Stadion            | 9 de noviembre | 19:00      |
| Rot-Weiss Essen      | 0 - 0      | Meppen           | Stadion Essen                | 9 de noviembre | 19:00      |
| Saarbrücken          | 3 - 1      | Oldemburgo       | Ludwigsparkstadion           | 9 de noviembre | 19:00      |
| Friburgo II          | 2 - 0      | 1860 Múnich      | Dreisamstadion               | 9 de noviembre | 19:00      |

| Jornada 17           | Jornada 17 | Jornada 17       | Jornada 17                | Jornada 17      | Jornada 17 |
| Local                | Resultado  | Visitante        | Estadio                   | Fecha           | Hora       |
| -------------------- | ---------- | ---------------- | ------------------------- | --------------- | ---------- |
| Borussia Dortmund II | 0 - 1      | Erzgebirge Aue   | Stadion Rote Erde         | 11 de noviembre | 19:00      |
| Duisburgo            | 0 - 1      | Ingolstadt 04    | Schauinsland-Reisen-Arena | 12 de noviembre | 14:00      |
| Elversberg           | 3 - 0      | Friburgo II      | URSAPHARM-Arena           | 12 de noviembre | 14:00      |
| Meppen               | 0 - 3      | Osnabrück        | Hänsch-Arena              | 12 de noviembre | 14:00      |
| Hallescher           | 1 - 2      | Saarbrücken      | Leuna Chemie Stadion      | 12 de noviembre | 14:00      |
| Dinamo Dresde        | 0 - 0      | Zwickau          | Rudolf-Harbig-Stadion     | 12 de noviembre | 14:00      |
| Verl                 | 1 - 1      | Wehen Wiesbaden  | Benteler-Arena            | 12 de noviembre | 14:00      |
| Oldemburgo           | 1 - 1      | Waldhof Mannheim | Marschwegstadion          | 13 de noviembre | 13:00      |
| Viktoria Colonia     | 2 - 1      | Bayreuth         | Sportpark Höhenberg       | 13 de noviembre | 14:00      |
| 1860 Múnich          | 1 - 1      | Rot-Weiss Essen  | Grünwalder Stadion        | 14 de noviembre | 19:00      |

| Jornada 18       | Jornada 18 | Jornada 18           | Jornada 18               | Jornada 18  | Jornada 18 |
| Local            | Resultado  | Visitante            | Estadio                  | Fecha       | Hora       |
| ---------------- | ---------- | -------------------- | ------------------------ | ----------- | ---------- |
| Zwickau          | 0 - 1      | Oldemburgo           | GGZ-Arena                | 13 de enero | 19:00      |
| Wehen Wiesbaden  | 1 - 0      | Elversberg           | BRITA-Arena              | 14 de enero | 14:00      |
| Osnabrück        | 3 - 1      | Viktoria Colonia     | Bremer Brücke            | 14 de enero | 14:00      |
| Waldhof Mannheim | 3 - 1      | 1860 Múnich          | Carl-Benz-Stadion        | 14 de enero | 14:00      |
| Rot-Weiss Essen  | 0 - 0      | Hallescher           | Stadion Essen            | 14 de enero | 14:00      |
| Saarbrücken      | 2 - 3      | Duisburgo            | Ludwigsparkstadion       | 14 de enero | 14:00      |
| Friburgo II      | 1 - 1      | Verl                 | Dreisamstadion           | 14 de enero | 14:00      |
| Dinamo Dresde    | 1 - 1      | Meppen               | Rudolf-Harbig-Stadion    | 15 de enero | 13:00      |
| Bayreuth         | 3 - 1      | Borussia Dortmund II | Hans-Walter-Wild-Stadion | 15 de enero | 14:00      |
| Ingolstadt 04    | 1 - 2      | Erzgebirge Aue       | Audi Sportpark           | 16 de enero | 19:00      |

| Jornada 19           | Jornada 19 | Jornada 19       | Jornada 19                   | Jornada 19  | Jornada 19 |
| Local                | Resultado  | Visitante        | Estadio                      | Fecha       | Hora       |
| -------------------- | ---------- | ---------------- | ---------------------------- | ----------- | ---------- |
| Viktoria Colonia     | 0 - 2      | Saarbrücken      | Sportpark Höhenberg          | 20 de enero | 19:00      |
| Erzgebirge Aue       | 4 - 0      | Bayreuth         | Sparkassen-Erzgebirgsstadion | 21 de enero | 14:00      |
| 1860 Múnich          | 3 - 1      | Zwickau          | Grünwalder Stadion           | 21 de enero | 14:00      |
| Elversberg           | 4 - 3      | Ingolstadt 04    | URSAPHARM-Arena              | 21 de enero | 14:00      |
| Verl                 | 1 - 1      | Rot-Weiss Essen  | Benteler-Arena               | 21 de enero | 14:00      |
| Meppen               | 1 - 2      | Friburgo II      | Hänsch-Arena                 | 21 de enero | 14:00      |
| Oldemburgo           | 1 - 3      | Dinamo Dresde    | Marschwegstadion             | 22 de enero | 13:00      |
| Hallescher           | 2 - 3      | Wehen Wiesbaden  | Leuna Chemie Stadion         | 22 de enero | 14:00      |
| Duisburgo            | 1 - 3      | Waldhof Mannheim | Schauinsland-Reisen-Arena    | 23 de enero | 19:00      |
| Borussia Dortmund II | 1 - 2      | Osnabrück        | Signal Iduna Park            | 24 de enero | 19:00      |

### Segunda vuelta
| Jornada 20           | Jornada 20 | Jornada 20       | Jornada 20                   | Jornada 20  | Jornada 20 |
| Local                | Resultado  | Visitante        | Estadio                      | Fecha       | Hora       |
| -------------------- | ---------- | ---------------- | ---------------------------- | ----------- | ---------- |
| Elversberg           | 3 - 0      | Rot-Weiss Essen  | URSAPHARM-Arena              | 27 de enero | 19:00      |
| Erzgebirge Aue       | 0 - 0      | Friburgo II      | Sparkassen-Erzgebirgsstadion | 28 de enero | 14:00      |
| Duisburgo            | 1 - 2      | Osnabrück        | Schauinsland-Reisen-Arena    | 28 de enero | 14:00      |
| Meppen               | 1 - 1      | Oldemburgo       | Hänsch-Arena                 | 28 de enero | 14:00      |
| Hallescher           | 0 - 2      | Zwickau          | Leuna Chemie Stadion         | 28 de enero | 14:00      |
| Verl                 | 2 - 0      | Saarbrücken      | Benteler-Arena               | 28 de enero | 14:00      |
| Bayreuth             | 1 - 0      | Ingolstadt 04    | Hans-Walter-Wild-Stadion     | 28 de enero | 14:00      |
| Viktoria Colonia     | 1 - 4      | Waldhof Mannheim | Sportpark Höhenberg          | 29 de enero | 13:00      |
| Borussia Dortmund II | 0 - 1      | Wehen Wiesbaden  | Signal Iduna Park            | 29 de enero | 14:00      |
| 1860 Múnich          | 1 - 2      | Dinamo Dresde    | Grünwalder Stadion           | 30 de enero | 19:00      |

| Jornada 21       | Jornada 21 | Jornada 21           | Jornada 21            | Jornada 21   | Jornada 21 |
| Local            | Resultado  | Visitante            | Estadio               | Fecha        | Hora       |
| ---------------- | ---------- | -------------------- | --------------------- | ------------ | ---------- |
| Friburgo II      | 2 - 0      | Bayreuth             | Dreisamstadion        | 3 de febrero | 19:00      |
| Wehen Wiesbaden  | 1 - 1      | Viktoria Colonia     | BRITA-Arena           | 4 de febrero | 14:00      |
| Osnabrück        | 3 - 1      | Erzgebirge Aue       | Bremer Brücke         | 4 de febrero | 14:00      |
| Ingolstadt 04    | 1 - 2      | Borussia Dortmund II | Audi Sportpark        | 4 de febrero | 14:00      |
| Dinamo Dresde    | 7 - 1      | Hallescher           | Rudolf-Harbig-Stadion | 4 de febrero | 14:00      |
| Zwickau          | 1 - 1      | Meppen               | GGZ-Arena             | 4 de febrero | 14:00      |
| Saarbrücken      | 0 - 4      | Elversberg           | Ludwigsparkstadion    | 4 de febrero | 14:00      |
| Oldemburgo       | 2 - 2      | 1860 Múnich          | Marschwegstadion      | 5 de febrero | 13:00      |
| Rot-Weiss Essen  | 1 - 1      | Duisburgo            | Stadion Essen         | 5 de febrero | 14:00      |
| Waldhof Mannheim | 1 - 1      | Verl                 | Carl-Benz-Stadion     | 6 de febrero | 19:00      |

| Jornada 22           | Jornada 22 | Jornada 22       | Jornada 22                   | Jornada 22    | Jornada 22 |
| Local                | Resultado  | Visitante        | Estadio                      | Fecha         | Hora       |
| -------------------- | ---------- | ---------------- | ---------------------------- | ------------- | ---------- |
| Erzgebirge Aue       | 2 - 1      | Waldhof Mannheim | Sparkassen-Erzgebirgsstadion | 10 de febrero | 19:00      |
| Duisburgo            | 4 - 0      | Zwickau          | Schauinsland-Reisen-Arena    | 11 de febrero | 14:00      |
| Elversberg           | 3 - 0      | Oldemburgo       | URSAPHARM-Arena              | 11 de febrero | 14:00      |
| Borussia Dortmund II | 1 - 2      | Saarbrücken      | Stadion Rote Erde            | 11 de febrero | 14:00      |
| Meppen               | 2 - 1      | 1860 Múnich      | Hänsch-Arena                 | 11 de febrero | 14:00      |
| Hallescher           | 1 - 3      | Friburgo II      | Leuna Chemie Stadion         | 11 de febrero | 14:00      |
| Verl                 | 2 - 3      | Dinamo Dresde    | Benteler-Arena               | 11 de febrero | 14:00      |
| Ingolstadt 04        | 1 - 4      | Osnabrück        | Audi Sportpark               | 12 de febrero | 13:00      |
| Bayreuth             | 2 - 3      | Wehen Wiesbaden  | Hans-Walter-Wild-Stadion     | 12 de febrero | 14:00      |
| Viktoria Colonia     | 1 - 0      | Rot-Weiss Essen  | Sportpark Höhenberg          | 13 de febrero | 19:00      |

| Jornada 23       | Jornada 23 | Jornada 23           | Jornada 23            | Jornada 23    | Jornada 23 |
| Local            | Resultado  | Visitante            | Estadio               | Fecha         | Hora       |
| ---------------- | ---------- | -------------------- | --------------------- | ------------- | ---------- |
| Wehen Wiesbaden  | 1 - 2      | Erzgebirge Aue       | BRITA-Arena           | 17 de febrero | 19:00      |
| Osnabrück        | 2 - 3      | Bayreuth             | Bremer Brücke         | 18 de febrero | 14:00      |
| Waldhof Mannheim | 3 - 1      | Meppen               | Carl-Benz-Stadion     | 18 de febrero | 14:00      |
| Dinamo Dresde    | 1 - 1      | Viktoria Colonia     | Rudolf-Harbig-Stadion | 18 de febrero | 14:00      |
| Zwickau          | 0 - 2      | Elversberg           | GGZ-Arena             | 18 de febrero | 14:00      |
| Saarbrücken      | 3 - 4      | Ingolstadt 04        | Ludwigsparkstadion    | 18 de febrero | 14:00      |
| Friburgo II      | 2 - 0      | Duisburgo            | Dreisamstadion        | 18 de febrero | 14:00      |
| 1860 Múnich      | 0 - 3      | Verl                 | Grünwalder Stadion    | 19 de febrero | 13:00      |
| Rot-Weiss Essen  | 2 - 0      | Borussia Dortmund II | Stadion Essen         | 19 de febrero | 14:00      |
| Oldemburgo       | 0 - 1      | Hallescher           | Marschwegstadion      | 20 de febrero | 19:00      |

| Jornada 24           | Jornada 24 | Jornada 24       | Jornada 24                   | Jornada 24    | Jornada 24 |
| Local                | Resultado  | Visitante        | Estadio                      | Fecha         | Hora       |
| -------------------- | ---------- | ---------------- | ---------------------------- | ------------- | ---------- |
| Hallescher           | 0 - 0      | 1860 Múnich      | Leuna Chemie Stadion         | 24 de febrero | 19:00      |
| Osnabrück            | 4 - 1      | Wehen Wiesbaden  | Bremer Brücke                | 25 de febrero | 14:00      |
| Duisburgo            | 0 - 0      | Meppen           | Schauinsland-Reisen-Arena    | 25 de febrero | 14:00      |
| Ingolstadt 04        | 1 - 1      | Rot-Weiss Essen  | Audi Sportpark               | 25 de febrero | 14:00      |
| Borussia Dortmund II | 4 - 0      | Waldhof Mannheim | Stadion Niederrhein          | 25 de febrero | 14:00      |
| Verl                 | 2 - 1      | Oldemburgo       | Benteler-Arena               | 25 de febrero | 14:00      |
| Bayreuth             | 5 - 3      | Zwickau          | Hans-Walter-Wild-Stadion     | 25 de febrero | 14:00      |
| Elversberg           | 1 - 1      | Dinamo Dresde    | URSAPHARM-Arena              | 26 de febrero | 13:00      |
| Erzgebirge Aue       | 2 - 1      | Saarbrücken      | Sparkassen-Erzgebirgsstadion | 26 de febrero | 14:00      |
| Viktoria Colonia     | 0 - 3      | Friburgo II      | Sportpark Höhenberg          | 27 de febrero | 19:00      |

| Jornada 25       | Jornada 25 | Jornada 25           | Jornada 25            | Jornada 25 | Jornada 25 |
| Local            | Resultado  | Visitante            | Estadio               | Fecha      | Hora       |
| ---------------- | ---------- | -------------------- | --------------------- | ---------- | ---------- |
| Friburgo II      | 1 - 0      | Borussia Dortmund II | Dreisamstadion        | 3 de marzo | 19:00      |
| Wehen Wiesbaden  | 4 - 1      | Ingolstadt 04        | BRITA-Arena           | 4 de marzo | 14:00      |
| 1860 Múnich      | 0 - 1      | Viktoria Colonia     | Grünwalder Stadion    | 4 de marzo | 14:00      |
| Meppen           | 2 - 3      | Hallescher           | Hänsch-Arena          | 4 de marzo | 14:00      |
| Dinamo Dresde    | 1 - 0      | Erzgebirge Aue       | Rudolf-Harbig-Stadion | 4 de marzo | 14:00      |
| Zwickau          | 2 - 1      | Verl                 | GGZ-Arena             | 4 de marzo | 14:00      |
| Saarbrücken      | 1 - 2      | Osnabrück            | Ludwigsparkstadion    | 4 de marzo | 14:00      |
| Rot-Weiss Essen  | 2 - 0      | Bayreuth             | Stadion Essen         | 5 de marzo | 13:00      |
| Oldemburgo       | 2 - 3      | Duisburgo            | Marschwegstadion      | 5 de marzo | 14:00      |
| Waldhof Mannehim | 2 - 1      | Elversberg           | Carl-Benz-Stadion     | 6 de marzo | 19:00      |

| Jornada 26           | Jornada 26 | Jornada 26       | Jornada 26                   | Jornada 26  | Jornada 26 |
| Local                | Resultado  | Visitante        | Estadio                      | Fecha       | Hora       |
| -------------------- | ---------- | ---------------- | ---------------------------- | ----------- | ---------- |
| Verl                 | 2 - 2      | Hallescher       | Benteler-Arena               | 10 de marzo | 19:00      |
| Osnabrück            | 2 - 0      | Oldemburgo       | Bremer Brücke                | 11 de marzo | 14:00      |
| Erzgebirge Aue       | 2 - 1      | Rot-Weiss Essen  | Sparkassen-Erzgebirgsstadion | 11 de marzo | 14:00      |
| Duisburgo            | 2 - 2      | 1860 Múnich      | Schauinsland-Reisen-Arena    | 11 de marzo | 14:00      |
| Elversberg           | 2 - 2      | Meppen           | URSAPHARM-Arena              | 11 de marzo | 14:00      |
| Viktoria Colonia     | 1 - 1      | Zwickau          | Sportpark Höhenberg          | 11 de marzo | 14:00      |
| Bayreuth             | 1 - 3      | Waldhof Mannheim | Hans-Walter-Wild-Stadion     | 11 de marzo | 14:00      |
| Ingolstadt 04        | 0 - 1      | Friburgo II      | Audi Sportpark               | 12 de marzo | 13:00      |
| Wehen Wiesbaden      | 0 - 2      | Saarbrücken      | BRITA-Arena                  | 12 de marzo | 14:00      |
| Borussia Dortmund II | 1 - 3      | Dinamo Dresde    | Signal Iduna Park            | 12 de marzo | 15:00      |

| Jornada 27       | Jornada 27 | Jornada 27           | Jornada 27            | Jornada 27  | Jornada 27 |
| Local            | Resultado  | Visitante            | Estadio               | Fecha       | Hora       |
| ---------------- | ---------- | -------------------- | --------------------- | ----------- | ---------- |
| 1860 Múnich      | 1 - 1      | Hallescher           | Grünwalder Stadion    | 14 de marzo | 19:00      |
| Rot-Weiss Essen  | 1 - 1      | Osnabrück            | Stadion Essen         | 14 de marzo | 19:00      |
| Meppen           | 1 - 3      | Verl                 | Hänsch-Arena          | 14 de marzo | 19:00      |
| Hallescher       | 2 - 2      | Viktoria Colonia     | Leuna Chemie Stadion  | 14 de marzo | 19:00      |
| Zwickau          | 0 - 2      | Erzgebirge Aue       | GGZ-Arena             | 14 de marzo | 19:00      |
| Oldemburgo       | 2 - 1      | Borussia Dortmund II | Marschwegstadion      | 15 de marzo | 19:00      |
| Waldhof Mannheim | 3 - 2      | Ingolstadt 04        | Carl-Benz-Stadion     | 15 de marzo | 19:00      |
| Dinamo Dresde    | 2 - 0      | Duisburgo            | Rudolf-Harbig-Stadion | 15 de marzo | 19:00      |
| Saarbrücken      | 5 - 0      | Bayreuth             | Ludwigsparkstadion    | 15 de marzo | 19:00      |
| Friburgo II      | 4 - 2      | Wehen Wiesbaden      | Dreisamstadion        | 15 de marzo | 19:00      |

| Jornada 28           | Jornada 28 | Jornada 28       | Jornada 28                   | Jornada 28  | Jornada 28 |
| Local                | Resultado  | Visitante        | Estadio                      | Fecha       | Hora       |
| -------------------- | ---------- | ---------------- | ---------------------------- | ----------- | ---------- |
| Viktoria Colonia     | 3 - 1      | Meppen           | Sportpark Höhenberg          | 17 de marzo | 19:00      |
| Wehen Wiesbaden      | 3 - 0      | Waldhof Mannheim | BRITA-Arena                  | 18 de marzo | 14:00      |
| Osnabrück            | 1 - 1      | Friburgo II      | Bremer Brücke                | 18 de marzo | 14:00      |
| Erzgebirge Aue       | 1 - 3      | 1860 Múnich      | Sparkassen-Erzgebirgsstadion | 18 de marzo | 14:00      |
| Duisburgo            | 3 - 3      | Verl             | Schauinsland-Reisen-Arena    | 18 de marzo | 14:00      |
| Saarbrücken          | 3 - 0      | Rot-Weiss Essen  | Ludwigsparkstadion           | 18 de marzo | 14:00      |
| Bayreuth             | 1 - 2      | Oldemburgo       | Hans-Walter-Wild-Stadion     | 18 de marzo | 14:00      |
| Elversberg           | 1 - 1      | Hallescher       | URSAPHARM-Arena              | 19 de marzo | 13:00      |
| Borussia Dortmund II | 4 - 0      | Zwickau          | Stadion Niederrhein          | 19 de marzo | 14:00      |
| Ingolstadt 04        | 2 - 3      | Dinamo Dresde    | Audi Sportpark               | 20 de marzo | 19:00      |

| Jornada 29       | Jornada 29 | Jornada 29           | Jornada 29            | Jornada 29  | Jornada 29 |
| Local            | Resultado  | Visitante            | Estadio               | Fecha       | Hora       |
| ---------------- | ---------- | -------------------- | --------------------- | ----------- | ---------- |
| Hallescher       | 2 - 2      | Duisburgo            | Leuna Chemie Stadion  | 24 de marzo | 19:00      |
| Oldemburgo       | 1 - 3      | Viktoria Colonia     | Marschwegstadion      | 25 de marzo | 14:00      |
| Waldhof Mannheim | 0 - 2      | Osnabrück            | Carl-Benz-Stadion     | 25 de marzo | 14:00      |
| Rot-Weiss Essen  | 1 - 3      | Wehen Wiesbaden      | Stadion Essen         | 25 de marzo | 14:00      |
| Meppen           | 3 - 2      | Erzgebirge Aue       | Hänsch-Arena          | 25 de marzo | 14:00      |
| Dinamo Dresde    | 1 - 2      | Bayreuth             | Rudolf-Harbig-Stadion | 25 de marzo | 14:00      |
| Verl             | 1 - 2      | Elversberg           | Benteler-Arena        | 25 de marzo | 14:00      |
| 1860 Múnich      | 1 - 4      | Borussia Dortmund II | Grünwalder Stadion    | 26 de marzo | 13:00      |
| Zwickau          | 2 - 0      | Ingolstadt 04        | GGZ-Arena             | 26 de marzo | 14:00      |
| Friburgo II      | 1 - 1      | Saarbrücken          | Dreisamstadion        | 27 de marzo | 19:00      |

| Jornada 30           | Jornada 30 | Jornada 30       | Jornada 30                   | Jornada 30  | Jornada 30 |
| Local                | Resultado  | Visitante        | Estadio                      | Fecha       | Hora       |
| -------------------- | ---------- | ---------------- | ---------------------------- | ----------- | ---------- |
| Bayreuth             | 3 - 0      | Meppen           | Hans-Walter-Wild-Stadion     | 31 de marzo | 19:00      |
| Wehen Wiesbaden      | 4 - 3      | Zwickau          | BRITA-Arena                  | 1 de abril  | 14:00      |
| Erzgebirge Aue       | 1 - 0      | Oldemburgo       | Sparkassen-Erzgebirgsstadion | 1 de abril  | 14:00      |
| Rot-Weiss Essen      | 2 - 0      | Friburgo II      | Stadion Essen                | 1 de abril  | 14:00      |
| Borussia Dortmund II | 0 - 0      | Hallescher       | Stadion Rote Erde            | 1 de abril  | 14:00      |
| Viktoria Colonia     | 2 - 1      | Verl             | Sportpark Höhenberg          | 1 de abril  | 14:00      |
| Osnabrück            | 0 - 1      | Dinamo Dresde    | Bremer Brücke                | 2 de abril  | 13:00      |
| Saarbrücken          | 2 - 1      | Waldhof Mannheim | Ludwigsparkstadion           | 2 de abril  | 14:00      |
| Ingolstadt 04        | 1 - 3      | 1860 Múnich      | Audi Sportpark               | 3 de abril  | 19:00      |
| Duisburgo            | 2 - 2      | Elversberg       | Schauinsland-Reisen-Arena    | 25 de abril | 19:00      |

| Jornada 31       | Jornada 31 | Jornada 31           | Jornada 31                | Jornada 31  | Jornada 31 |
| Local            | Resultado  | Visitante            | Estadio                   | Fecha       | Hora       |
| ---------------- | ---------- | -------------------- | ------------------------- | ----------- | ---------- |
| Oldemburgo       | 1 - 2      | Wehen Wiesbaden      | Marschwegstadion          | 8 de abril  | 14:00      |
| Duisburgo        | 0 - 5      | Borussia Dortmund II | Schauinsland-Reisen-Arena | 8 de abril  | 14:00      |
| 1860 Múnich      | 3 - 0      | Osnabrück            | Grünwalder Stadion        | 8 de abril  | 14:00      |
| Waldhof Mannheim | 2 - 1      | Friburgo II          | Carl-Benz-Stadion         | 8 de abril  | 14:00      |
| Hallescher       | 5 - 2      | Erzgebirge Aue       | Leuna Chemie Stadion      | 8 de abril  | 14:00      |
| Dinamo Dresde    | 2 - 1      | Rot-Weiss Essen      | Rudolf-Harbig-Stadion     | 8 de abril  | 14:00      |
| Meppen           | 0 - 3      | Ingolstadt 04        | Hänsch-Arena              | 9 de abril  | 13:00      |
| Zwickau          | 2 - 2      | Saarbrücken          | GGZ-Arena                 | 9 de abril  | 14:00      |
| Verl             | 4 - 1      | Bayreuth             | Benteler-Arena            | 9 de abril  | 15:00      |
| Elversberg       | 3 - 2      | Viktoria Colonia     | URSAPHARM-Arena           | 10 de abril | 19:00      |

| Jornada 32           | Jornada 32 | Jornada 32       | Jornada 32                   | Jornada 32  | Jornada 32 |
| Local                | Resultado  | Visitante        | Estadio                      | Fecha       | Hora       |
| -------------------- | ---------- | ---------------- | ---------------------------- | ----------- | ---------- |
| Saarbrücken          | 2 - 0      | Dinamo Dresde    | Ludwigsparkstadion           | 14 de abril | 19:00      |
| Wehen Wiesbaden      | 2 - 0      | 1860 Múnich      | BRITA-Arena                  | 15 de abril | 14:00      |
| Osnabrück            | 1 - 0      | Elversberg       | Bremer Brücke                | 15 de abril | 14:00      |
| Erzgebirge Aue       | 2 - 3      | Verl             | Sparkassen-Erzgebirgsstadion | 15 de abril | 14:00      |
| Ingolstadt 04        | 0 - 2      | Oldemburgo       | Audi Sportpark               | 15 de abril | 14:00      |
| Borussia Dortmund II | 1 - 0      | Meppen           | Stadion Rote Erde            | 15 de abril | 14:00      |
| Bayreuth             | 0 - 1      | Hallescher       | Hans-Walter-Wild-Stadion     | 15 de abril | 14:00      |
| Friburgo II          | 4 - 0      | Zwickau          | Dreisamstadion               | 16 de abril | 13:00      |
| Rot-Weiss Essen      | 0 - 3      | Waldhof Mannheim | Stadion Essen                | 16 de abril | 14:00      |
| Viktoria Colonia     | 2 - 2      | Duisburgo        | Sportpark Höhenberg          | 17 de abril | 19:00      |

| Jornada 33       | Jornada 33 | Jornada 33           | Jornada 33                | Jornada 33  | Jornada 33 |
| Local            | Resultado  | Visitante            | Estadio                   | Fecha       | Hora       |
| ---------------- | ---------- | -------------------- | ------------------------- | ----------- | ---------- |
| Hallescher       | 0 - 1      | Osnabrück            | Leuna Chemie Stadion      | 21 de abril | 19:00      |
| Oldemburgo       | 0 - 0      | Friburgo II          | Marschwegstadion          | 22 de abril | 14:00      |
| Duisburgo        | 1 - 1      | Wehen Wiesbaden      | Schauinsland-Reisen-Arena | 22 de abril | 14:00      |
| 1860 Múnich      | 2 - 0      | Bayreuth             | Grünwalder Stadion        | 22 de abril | 14:00      |
| Elversberg       | 0 - 1      | Erzgebirge Aue       | URSAPHARM-Arena           | 22 de abril | 14:00      |
| Viktoria Colonia | 3 - 1      | Ingolstadt 04        | Sportpark Höhenberg       | 22 de abril | 14:00      |
| Dinamo Dresde    | 2 - 1      | Waldhof Mannheim     | Rudolf-Harbig-Stadion     | 22 de abril | 14:00      |
| Meppen           | 1 - 0      | Saarbrücken          | Hänsch-Arena              | 23 de abril | 13:00      |
| Zwickau          | 0 - 2      | Rot-Weiss Essen      | GGZ-Arena                 | 23 de abril | 14:00      |
| Verl             | 2 - 1      | Borussia Dortmund II | Benteler-Arena            | 24 de abril | 19:00      |

| Jornada 34           | Jornada 34 | Jornada 34       | Jornada 34                   | Jornada 34  | Jornada 34 |
| Local                | Resultado  | Visitante        | Estadio                      | Fecha       | Hora       |
| -------------------- | ---------- | ---------------- | ---------------------------- | ----------- | ---------- |
| Waldhof Mannheim     | 4 - 1      | Hallescher       | Carl-Benz-Stadion            | 28 de abril | 19:00      |
| Wehen Wiesbaden      | 1 - 2      | Meppen           | BRITA-Arena                  | 29 de abril | 14:00      |
| Erzgebirge Aue       | 1 - 1      | Viktoria Colonia | Sparkassen-Erzgebirgsstadion | 29 de abril | 14:00      |
| Ingolstadt 04        | 3 - 1      | Verl             | Audi Sportpark               | 29 de abril | 14:00      |
| Friburgo II          | 1 - 1      | Dinamo Dresde    | Dreisamstadion               | 29 de abril | 14:00      |
| Bayreuth             | 0 - 4      | Duisburgo        | Hans-Walter-Wild-Stadion     | 29 de abril | 14:00      |
| Borussia Dortmund II | 2 - 0      | Elversberg       | Stadion Rote Erde            | 29 de abril | 14:00      |
| Osnabrück            | 4 - 3      | Zwickau          | Bremer Brücke                | 30 de abril | 13:00      |
| Saarbrücken          | 2 - 0      | 1860 Múnich      | Ludwigsparkstadion           | 30 de abril | 14:00      |
| Rot-Weiss Essen      | 0 - 0      | Oldemburgo       | Stadion Essen                | 30 de abril | 15:00      |

| Jornada 35       | Jornada 35 | Jornada 35           | Jornada 35                | Jornada 35 | Jornada 35 |
| Local            | Resultado  | Visitante            | Estadio                   | Fecha      | Hora       |
| ---------------- | ---------- | -------------------- | ------------------------- | ---------- | ---------- |
| Duisburgo        | 3 - 0      | Erzgebirge Aue       | Schauinsland-Reisen-Arena | 5 de mayo  | 19:00      |
| 1860 Múnich      | 1 - 0      | Friburgo II          | Grünwalder Stadion        | 6 de mayo  | 15:00      |
| Elversberg       | 5 - 2      | Bayreuth             | URSAPHARM-Arena           | 6 de mayo  | 15:00      |
| Meppen           | 2 - 0      | Rot-Weiss Essen      | Hänsch-Arena              | 6 de mayo  | 15:00      |
| Hallescher       | 1 - 0      | Ingolstadt 04        | Leuna Chemie Stadion      | 6 de mayo  | 15:00      |
| Dinamo Dresde    | 3 - 1      | Wehen Wiesbaden      | Rudolf-Harbirg-Stadion    | 6 de mayo  | 15:00      |
| Zwickau          | 3 - 1      | Waldhof Mannheim     | GGZ-Arena                 | 6 de mayo  | 15:00      |
| Oldemburgo       | 0 - 1      | Saarbrücken          | Marschwegstadion          | 7 de mayo  | 13:00      |
| Viktoria Colonia | 1 - 1      | Borussia Dortmund II | Sportpark Höhenberg       | 7 de mayo  | 14:00      |
| Verl             | 0 - 1      | Osnabrück            | Benteler-Arena            | 8 de mayo  | 19:00      |

| Jornada 36       | Jornada 36 | Jornada 36           | Jornada 36                   | Jornada 36 | Jornada 36 |
| Local            | Resultado  | Visitante            | Estadio                      | Fecha      | Hora       |
| ---------------- | ---------- | -------------------- | ---------------------------- | ---------- | ---------- |
| Ingolstadt 04    | 2 - 0      | Duisburgo            | Audi Sportpark               | 12 de mayo | 19:00      |
| Wehen Wiesbaden  | 2 - 1      | Verl                 | BRITA-Arena                  | 13 de mayo | 14:00      |
| Waldhof Mannheim | 1 - 3      | Oldemburgo           | Carl-Benz-Stadion            | 13 de mayo | 14:00      |
| Zwickau          | 0 - 1      | Dinamo Dresde        | GGZ-Arena                    | 13 de mayo | 14:00      |
| Saarbrücken      | 2 - 0      | Hallescher           | Ludwigsparkstadion           | 13 de mayo | 14:00      |
| Friburgo II      | 2 - 1      | Elversberg           | Dreisamstadion               | 13 de mayo | 14:00      |
| Bayreuth         | 1 - 4      | Viktoria Colonia     | Hans-Walter-Wild-Stadion     | 13 de mayo | 14:00      |
| Rot-Weiss Essen  | 2 - 2      | 1860 Múnich          | Stadion Essen                | 14 de mayo | 13:00      |
| Osnabrück        | 2 - 2      | Meppen               | Bremer Brücke                | 14 de mayo | 14:00      |
| Erzgebirge Aue   | 3 - 3      | Borussia Dortmund II | Sparkassen-Erzgebirgsstadion | 15 de mayo | 19:00      |

| Jornada 37           | Jornada 37 | Jornada 37       | Jornada 37                   | Jornada 37 | Jornada 37 |
| Local                | Resultado  | Visitante        | Estadio                      | Fecha      | Hora       |
| -------------------- | ---------- | ---------------- | ---------------------------- | ---------- | ---------- |
| 1860 Múnich          | 3 - 1      | Waldhof Mannheim | Grünwalder Stadion           | 19 de mayo | 19:00      |
| Erzgebirge Aue       | 0 - 3      | Ingolstadt 04    | Sparkassen-Erzgebirgsstadion | 20 de mayo | 14:00      |
| Elversberg           | 1 - 1      | Wehen Wiesbaden  | URSAPHARM-Arena              | 20 de mayo | 14:00      |
| Borussia Dortmund II | 1 - 0      | Bayreuth         | Stadion Rote Erde            | 20 de mayo | 14:00      |
| Viktoria Colonia     | 0 - 2      | Osnabrück        | Sportpark Höhenberg          | 20 de mayo | 14:00      |
| Hallescher           | 2 - 0      | Rot-Weiss Essen  | Leuna Chemie Stadion         | 20 de mayo | 14:00      |
| Verl                 | 1 - 2      | Friburgo II      | Benteler-Arena               | 20 de mayo | 14:00      |
| Oldemburgo           | 1 - 2      | Zwickau          | Marschwegstadion             | 21 de mayo | 13:00      |
| Duisburgo            | 2 - 2      | Saarbrücken      | Schauinsland-Reisen-Arena    | 21 de mayo | 14:00      |
| Meppen               | 4 - 1      | Dinamo Dresde    | Hänsch-Arena                 | 22 de mayo | 19:00      |

| Jornada 38       | Jornada 38 | Jornada 38           | Jornada 38               | Jornada 38 | Jornada 38 |
| Local            | Resultado  | Visitante            | Estadio                  | Fecha      | Hora       |
| ---------------- | ---------- | -------------------- | ------------------------ | ---------- | ---------- |
| Wehen Wiesbaden  | 1 - 0      | Hallescher           | BRITA-Arena              | 27 de mayo | 13:30      |
| Osnabrück        | 2 - 1      | Borussia Dortmund II | Bremer Brücke            | 27 de mayo | 13:30      |
| Ingolstadt 04    | 1 - 2      | Elversberg (C)       | Audi Sportpark           | 27 de mayo | 13:30      |
| Waldhof Mannheim | 3 - 1      | Duisburgo            | Carl-Benz-Stadion        | 27 de mayo | 13:30      |
| Rot-Weiss Essen  | 2 - 2      | Verl                 | Stadion Essen            | 27 de mayo | 13:30      |
| Dinamo Dresde    | 2 - 1      | Oldemburgo           | Rudolf-Harbig-Stadion    | 27 de mayo | 13:30      |
| Zwickau          | 2 - 2      | 1860 Múnich          | GGZ-Arena                | 27 de mayo | 13:30      |
| Saarbrücken      | 2 - 1      | Viktoria Colonia     | Ludwigsparkstadion       | 27 de mayo | 13:30      |
| Friburgo II      | 2 - 0      | Meppen               | Dreisamstadion           | 27 de mayo | 13:30      |
| Bayreuth         | 3 - 3      | Erzgebirge Aue       | Hans-Walter-Wild-Stadion | 27 de mayo | 13:30      |

### Campeón
|                                                    |
|                                                    |
| Elversberg 1.er título Ascendió a la 2. Bundesliga |
| También ascendieron Osnabrück y Wehen Wiesbaden.   |

## Play-off de ascenso
Los horarios corresponden al huso horario de Alemania (Hora central europea): UTC+2 en horario de verano.
| Ida; 2 de junio de 2023 | Wehen Wiesbaden                                       | 4:0 (1:0) | Arminia Bielefeld | BRITA-Arena, Wiesbaden                                     |                                                            |
| 20:45                   | Prtajin 6' · Wurtz 50' · Hollerbach 60' · Iredale 82' | Reporte   |                   | Asistencia: 11 008 espectadores Árbitro(s): Benjamin Brand | Asistencia: 11 008 espectadores Árbitro(s): Benjamin Brand |

| Vuelta; 6 de junio de 2023 | Arminia Bielefeld | 1:2 (1:2) (Global 1:6) | Wehen Wiesbaden       | SchücoArena, Bielefeld                                        |                                                               |
| 20:45                      | Klos 4'           | Reporte                | Hollerbach 35', 45+2' | Asistencia: 26 000 espectadores Árbitro(s): Christian Dingert | Asistencia: 26 000 espectadores Árbitro(s): Christian Dingert |

- Wehen Wiesbaden ganó en el resultado global con un marcador de 6-1, por tanto logró el ascenso a la 2. Bundesliga para la siguiente temporada.

## Estadísticas
| Jugador            | Equipo               | Goles | Partidos | Media | Penalti |
| ------------------ | -------------------- | ----- | -------- | ----- | ------- |
| Ahmet Arslan       | Dinamo Dresde        | 25    | 36       | 0.69  | 4       |
| Ba-Muaka Simakala  | Osnabrück            | 19    | 37       | 0.51  | 6       |
| Ivan Prtajin       | Wehen Wiesbaden      | 15    | 27       | 0.55  | 2       |
| Vicent Vermeij     | Friburgo II          | 15    | 36       | 0.44  | 3       |
| Luca Schnellbacher | Elversberg           | 14    | 27       | 0.52  | 0       |
| Dominik Baumann    | Zwickau              | 14    | 37       | 0.38  | 1       |
| Justin Njinmah     | Borussia Dortmund II | 13    | 34       | 0.38  | 1       |
| Tobias Bech        | Ingolstadt 04        | 13    | 35       | 0.37  | 1       |
| Dominik Martinović | Waldhof Mannheim     | 12    | 35       | 0.34  | 0       |
| Robin Meißner      | Viktoria Colonia     | 12    | 37       | 0.32  | 1       |

| Jugador           | Equipo               | Asistencias | Partidos | Promedio |
| ----------------- | -------------------- | ----------- | -------- | -------- |
| Jannik Rochelt    | Elversberg           | 13          | 37       | 0.35     |
| Richard Neudecker | Saarbrücken          | 11          | 35       | 0.31     |
| Manuel Feil       | Elversberg           | 10          | 38       | 0.26     |
| Marcel Costly     | Ingolstadt 04        | 9           | 33       | 0.27     |
| Ba-Muaka Simakala | Osnabrück            | 9           | 37       | 0.24     |
| Ole Pohlmann      | Borussia Dortmund II | 8           | 31       | 0.26     |
| Albion Vrenezi    | 1860 Múnich          | 8           | 33       | 0.24     |
| Ahmet Arslan      | Dinamo Dresde        | 8           | 36       | 0.22     |
| Kasim Rabihić     | Saarbrücken          | 7           | 28       | 0.25     |
| Stefan Lex        | 1860 Múnich          | 7           | 32       | 0.22     |

| Jugador               | Equipo               | Amonestaciones | Partidos |
| --------------------- | -------------------- | -------------- | -------- |
| Sven Köhler           | Osnabrück            | 15             | 35       |
| Patrick Sontheimer    | Viktoria Colonia     | 12             | 36       |
| Maximilian Jansen     | Zwickau              | 12             | 35       |
| Antonios Papadopoulos | Borussia Dortmund II | 12             | 27       |
| Sebastian Mai         | Duisburgo            | 12             | 26       |
| Niklas Hauptmann      | Dinamo Dresde        | 11             | 22       |

| Jugador          | Equipo        | Expulsiones | Partidos |
| ---------------- | ------------- | ----------- | -------- |
| Tunay Deniz      | Hallescher    | 2           | 32       |
| Eroll Zejnullahu | Bayreuth      | 2           | 31       |
| Ole Käuper       | Meppen        | 2           | 30       |
| Niklas Kreuzer   | Hallescher    | 2           | 29       |
| Rico Preißinger  | Ingolstadt 04 | 2           | 22       |